# Alicia de Larrocha
Alicia de Larrocha de la Calle  (Barcelona, 23 de mayo de 1923-ibídem, 25 de septiembre de 2009) fue una pianista española reconocida como la de mayor proyección internacional, y una de las mejores intérpretes de piano del siglo XX, especialmente de composiciones de Mozart y del repertorio español. Fue galardonada, entre otros, el Premio Príncipe de Asturias de 1994 y cuatro Premios Grammy. Además, era Académica de Honor de la Real Academia de Bellas Artes de Nuestra Señora de las Angustias de Granada, donde representaba la letra B.

## Biografía
Pianista precoz, empezó sus estudios musicales a la edad de tres años: descubierta por Frank Marshall, discípulo de Enrique Granados, la incorporó a la prestigiosa Academia Marshall, de la que era continuador. Allí conoció a Arthur Rubinstein, Alfred Cortot, Conchita Badia y otros grandes pianistas de la época. Cuando Marshall abandonó España en 1936, se vio obligada a proseguir sus estudios por su propia cuenta hasta 1939, cuando reanudó el trabajo con su maestro hasta la muerte de este, continuando sus pasos al frente de su academia desde 1959.
Interpretó su primer concierto con seis años, en la Exposición Universal de Barcelona de 1929, y a los once participó en su primer concierto con orquesta, en este caso con la Banda Municipal de Barcelona (1934) y, en 1936 con  Orquesta Sinfónica de Madrid. A partir de 1947 ofreció conciertos en diferentes ciudades europeas, pero fue en 1954, al protagonizar una gira por los Estados Unidos con la Orquesta Filarmónica de Los Ángeles, invitada por Alfred Wallenstein, cuando empezó su reconocimiento internacional por su impecable técnica al piano. Desde su primera aparición en público, hasta 2003 (año de su despedida de los escenarios), dio más de 4.000 conciertos por los cinco continentes, aunque fue en Norteamérica donde fue más requerida, haciendo tres giras anuales (de dos a tres meses cada una).
Grabó multitud de obras al piano, pero fue especialmente reconocida por sus interpretaciones de autores españoles. En particular, de composiciones de  Manuel de Falla, Enrique Granados e Isaac Albéniz —autor este último al que estuvo ligada a lo largo de su vida, con sus versiones de Iberia— o de ediciones como la de las sonatas de Antonio Soler, en 1967.
En 1950 contrajo matrimonio con el pianista Juan Torra (fallecido en 1982), con quien tuvo dos hijos: Juan Francisco (1957) y Alicia (1959). Solo tuvo una nieta, Claudia (1992).
En 1959, año del fallecimiento de su maestro Frank Marshall, fue nombrada directora de la Academia Marshall, continuadora de la Academia Granados, donde además de supervisar la labor docente del centro impartía, cuando su dilatada agenda de conciertos se lo permitía, clases magistrales de piano, especialmente de música de compositores españoles.
Falleció el 25 de septiembre de 2009 en el Hospital Quirón Barcelona a los 86 años como consecuencia de la evolución de un proceso cardiorrespiratorio.

## Discografía
Alicia de Larrocha dejó una vasta discografía que consta de más de 70 grabaciones entre 1954 y 2002. Sus álbumes han sido editados, entre otros, por Decca, EMI, RCA, CBS, Philips (Eloquence), Sony, Ariola o RTVE. Han sido reconocidos con 4 Premios Grammy como mejor solista instrumental de música clásica: en 1974 (por Iberia, de Albéniz), 1975 (Concierto de Ravel, y Fantasía de Fauré), 1985 (Iberia, Navarra y Suite Española de Albéniz) y 1991 (Goyescas de Granados).
Su trayectoria discográfica ha sido también galardonada con 3 Premios Edison (1968, 1978 y 1989), 2 Grand Prix du Disque (1960, 1974), 2 Record of the Year (1971 y 1974), el Deutsche Schallplattenpreis (1979) y el Premio Franz Liszt (1980). Ha sido la única intérprete española incluida en la recopilación de los 74 grandes pianistas del siglo XX, editada por el sello Philips con la colaboración de diversas compañías discográficas.

## Reconocimientos
De Larrocha ha sido calificada como «la mejor pianista española del siglo XX», «la mejor pianista española de la historia» o «la mejor pianista del mundo» por prensa escrita, músicos o jurados como el de la Fundación Príncipe de Asturias. Asimismo, pianistas y compositores españoles la consideran como referente, la pianista española «más reconocida» y una intérprete que ha llevado por todo el mundo el repertorio español.
Fue Doctora honoris causa por las Universidades de Míchigan, Carnegie-Mellon, Middlebury College, y Lérida;  Académica de Honor de las Reales Academias de Bellas Artes de San Fernando de Madrid (1981), de Bellas Artes de Nuestra Señora de las Angustias de Granada (1984), de Bellas Artes de San Jorge de Barcelona (2000), de la Royal Academy of Music de Londres y de la Academia de Bellas Artes de Baviera.
Fue condecorada con la Legión de Honor y la Orden de las Artes y las Letras (como Commandeur des Arts et des Lettres) de Francia, la Medalla de Oro al Mérito de las Bellas Artes, Medalla de Honor de la Fundación Albéniz, Medalla de Oro de la Generalidad de Cataluña y Medalla de Honor del Festival de Música y Danza de Granada.
Entre otros premios internacionales, fue galardonada con los de: Músico del año (Nueva York, 1982), Premio Internacional de Música de la Unesco (París, 1995), además de los recibidos por su trayectoria discográfica.
Entre los premios nacionales, además del Premio Príncipe de Asturias de las Artes (1994), recibió el Premio Yehudi Menuhin a la integración de las Artes (2004), dos Premios Ondas (1992 y 2000), el Galardón de la Sociedad General de Autores de España (1983), el Premio Nacional de Música (1984), y de otras instituciones públicas y privadas.
Los homenajes a su figura se sucedieron también en vida de la pianista, como fueron los del  Conservatorio Superior Municipal de Música de Barcelona (1999), la Orquesta «Julià Carbonell de les terres de Lleida» (Concierto Homenaje, Auditorio Enrique Granados, Lérida, 2005), el Concurso Internacional de Piano «Premi Zanuy Ciutat de Berga» (XX edición), 2005,  la Escuela Superior de Música de Cataluña (2006) o la Escuela Superior de Música Reina Sofía de Madrid (2009).